# Sarbanissa catacoloides
Sarbanissa catacoloides är en fjärilsart som beskrevs av Walker 1862. Sarbanissa catacoloides ingår i släktet Sarbanissa och familjen nattflyn. Inga underarter finns listade.